# نوده خاندوز
نوده خاندوز (بالفارسية: نوده خاندوز) هي منطقة سكنية تقع في إيران في Cheshmeh Saran District. يقدر عدد سكانها بـ 2,095 نسمة .